# (35622) 1998 JF4
1998 JF4 (asteroide 35622) é um asteroide da cintura principal. Possui uma excentricidade de 0.15422980 e uma inclinação de 4.34283º.
Este asteroide foi descoberto no dia 5 de maio de 1998, por Frank B. Zoltowski em Woomera.